# Ma'anyan (langue)
Pour les articles homonymes, voir Ma'anyan.
Le ma'anyan est une langue austronésienne parlée en Indonésie, dans le Kalimantan central, dans l'île de Bornéo. La langue appartient à la branche malayo-polynésienne des langues austronésiennes.

## Classification
Le ma'anyan est une des langues barito orientales, un groupe des langues malayo-polynésiennes occidentales. Il est proche du malgache quant au vocabulaire de base.

## Vocabulaire
Exemples du vocabulaire de base du ma'anyan:
| français             | ma'anyan   | malgache    |
| -------------------- | ---------- | ----------- |
| un                   | isa        | iray ou isa |
| cinq                 | dime       | dimy        |
| cendres              | ebong      | lavenona    |
| pluie                | uran       | orana       |
| maison               | lebu       | trano       |
| feu                  | apui       | afo         |
| soleil (œil du jour) | mate-anrau | masoandro   |
| cochon sauvage       | babui      | kisoa       |

| Malais   | Ma'anyan | Malgache | Français   |
| monyet   | warik    | varika   | singe      |
| bemban   | waman    |          |            |
| bulian   | wadian   |          |            |
| maharaja | miharaja | mpanjaka | empereur   |
| patih    | patis    | lefitra  | gouverneur |
| lama     | lawah    | lazony   | vieux      |
| teman    | kawal    | sakaiza  | ami        |
| obat     | tatamba  | rongony  | drogue     |
| senang   | aray     | ravo     | heureux    |
| masih    | pagun    | mbola    | encore     |
| arya     | uria     | andriana | noble      |
| demang   | damhong  | tanana   | chef       |

## Sources
- (en) Hudson, Alfred B., The Barito Isolects of Borneo. A Classification Based on Comparative Reconstruction and Lexicostatics, Data Paper: Number 68, Ithaca, Department of Asian Studies, Cornell University, 1976.